# 王郡里
王郡里，復員軍人丶中國人民解放軍將領丶男性中共党員丶2004年7月晉升中國人民解放軍少將 

## 生平
王氏在軍務方面，歷仼驻港部队原副司令员丶广州军区副参谋长丶军事科学院战略研究部主任、广州军区司令部军务动员部部长 等職，曾参加过边境战爭等国家安全的軍事任務，其他職務包括改革開放論壇副理事長丶蓝迪国际智库专家委员会成员 

## 學歷
王氏毕业于国防大学、俄罗斯联邦武装力量总参军事学院、桂林电子科技大学

 。 